# Jynx Maze

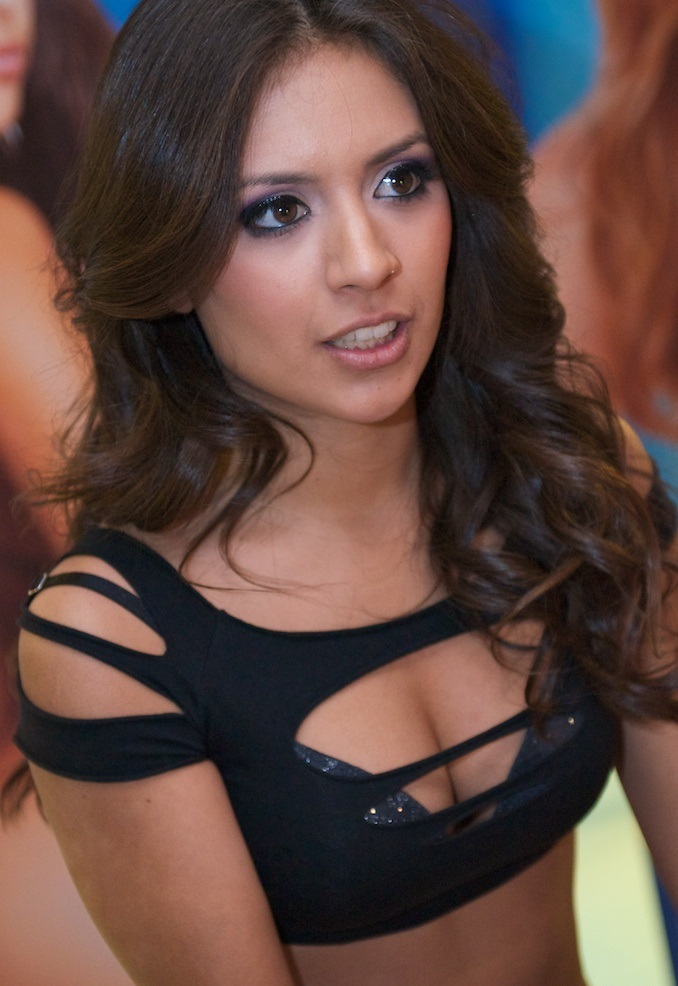
Jynx Maze bei der AVN Adult Entertainment Expo 2012

Jynx Maze (* 6. Oktober 1990 in Long Beach, Kalifornien, bürgerlicher Name Victoria Elson) ist eine ehemalige US-amerikanische Pornodarstellerin.

## Leben und Werdegang
Maze wurde 1990 in Long Beach, Kalifornien, geboren. Ihr Vater hat sowohl irische als auch schottische Wurzeln. Die Mutter ist Peruanerin. 
Bevor sie zur Pornodarstellerin wurde, hat sie als Stripperin in Chico, Kalifornien, gearbeitet. Ihre Karriere begann sie 2010 im Alter von 19 Jahren und debütierte in Barely Legal (Teil 112) von Hustler. Die Internet Adult Film Database (IAFD) listete im Dezember 2022 insgesamt 552 Filme, in denen sie mitgewirkt hat.

## Nominierungen für Auszeichnungen
- 2012: XRCO Award, Cream Dream
- 2012: AVN Award, fünf Nominierungen
  - Best Anal Sex Scene in Slutty & Sluttier 13 (2010)
  - Best Three-Way Sex Scene (G/B/B) in Sex Appeal (2010)
  - Best Tease Performance in Big Wet Asses 18 (2010)
  - Best Double Penetration Sex Scene in Anal Fanatic 2 (2011)
- 2013: AVN Award, Best Tease Performance  in Slutty & Sluttier 15 (2011)[2]

## Filmographie (Auswahl)
- 2010: Ass Worship 12
- 2010: Big Wet Asses 18
- 2010–2011: Face Fucking Inc. 10, 11
- 2010: Slutty and Sluttier 13
- 2010: The Human Sexipede (First Sequence: A Porn Parody)
- 2011: Ass Worship 13
- 2011: Assassins
- 2011: Jerkoff Material 6
- 2011: Oil Overload 5
- 2011: POV Pervert 13
- 2011: Slutty and Sluttier 15
- 2011: Strap Attack 14
- 2011: Teens Like It Big 9
- 2012: Asses of Face Destruction 11
- 2013: Big Mouthfuls 21
- 2013: This Ain’t Homeland XXX
- 2017: DP Me Vol. 5
- 2017: My First Interracial 10